# Орден Юкона
Орден Юкона (англ. Order of Yukon, фр. Ordre du Yukon) — гражданская награда за заслуги на канадской территории Юкон. Учреждён в 2018 году. Является самым высоким орденом, которым может наградить правительство Юкона. Он предназначен для того, чтобы почтить память нынешних и бывших жителей этой территории.

## История
Предшественник Ордена Юкона, Орден Поляриса, был создан в 1973 году, чтобы чествовать членов Канадского авиационного зала славы. Этот орден не был частью канадской системы наград. Когда в 2015 году был создан Орден Северо-Западных территорий, Юкон оставался единственной провинцией или территорией в Канаде без внутреннего ордена.
Орден Юкона был впервые предложен в 2016 году после общественных консультаций. Орден был создан в результате принятия Закона об ордене Юкона в 2018 году. Награда создана по образцу других орденов канадских провинций. 
Конкурс номинаций был впервые объявлен в конце мая 2019 года, а первая церемония была назначена на 1 января 2020 года. Первые 10 лауреатов были названы в преддверии церемонии 2 декабря 2019 года.

## Награждённые

### Комиссары
- Анжелика Бернар

### 2019
- Дуглас Белл
- Иона Кристенсен
- Патриция Эллис
- Джуди Джинджелл
- Перси Генри
- Гэри Хьюитт
- Рольф Хоуген
- Дэйв Джо
- Сэм Джонстон
- Лайалл Мёрдок

### 2020[7]
- Бесс Кули
- Кит Байрам
- Даг Филлипс
- Джек Кейбл
- Уильям Классен
- Фрэнсис Вулси
- Салли Макдональд
- Джерти Том
- Агнес Миллс
- Рон Вил